# DM-11 (mina)
DM-11 – niemiecka mina przeciwpancerna.
Mina przeciwpancerna DM-11 przeznaczona do niszczenia gąsienic czołgów i kół pojazdów mechanicznych, jest miną bezkadłubową. Składa się z materiału wybuchowego, zapalnika i korka.